# بين كارلسون
بين كارلسون (بالإنجليزية: Ben Carlson)‏ هو متسابق دراجات نارية وممثل أمريكي، ولد في 28 فبراير 1985 في ميلواكي في الولايات المتحدة.